# Bandiere delle unità amministrative della dinastia Nguyen
Le bandiere delle unità amministrative della dinastia Nguyễn sono state utilizzate dal 1868 al 1885, con 2:2 rapporto.

## Province reali

Thua Thien (Thừa Thiên phủ, 承天府)
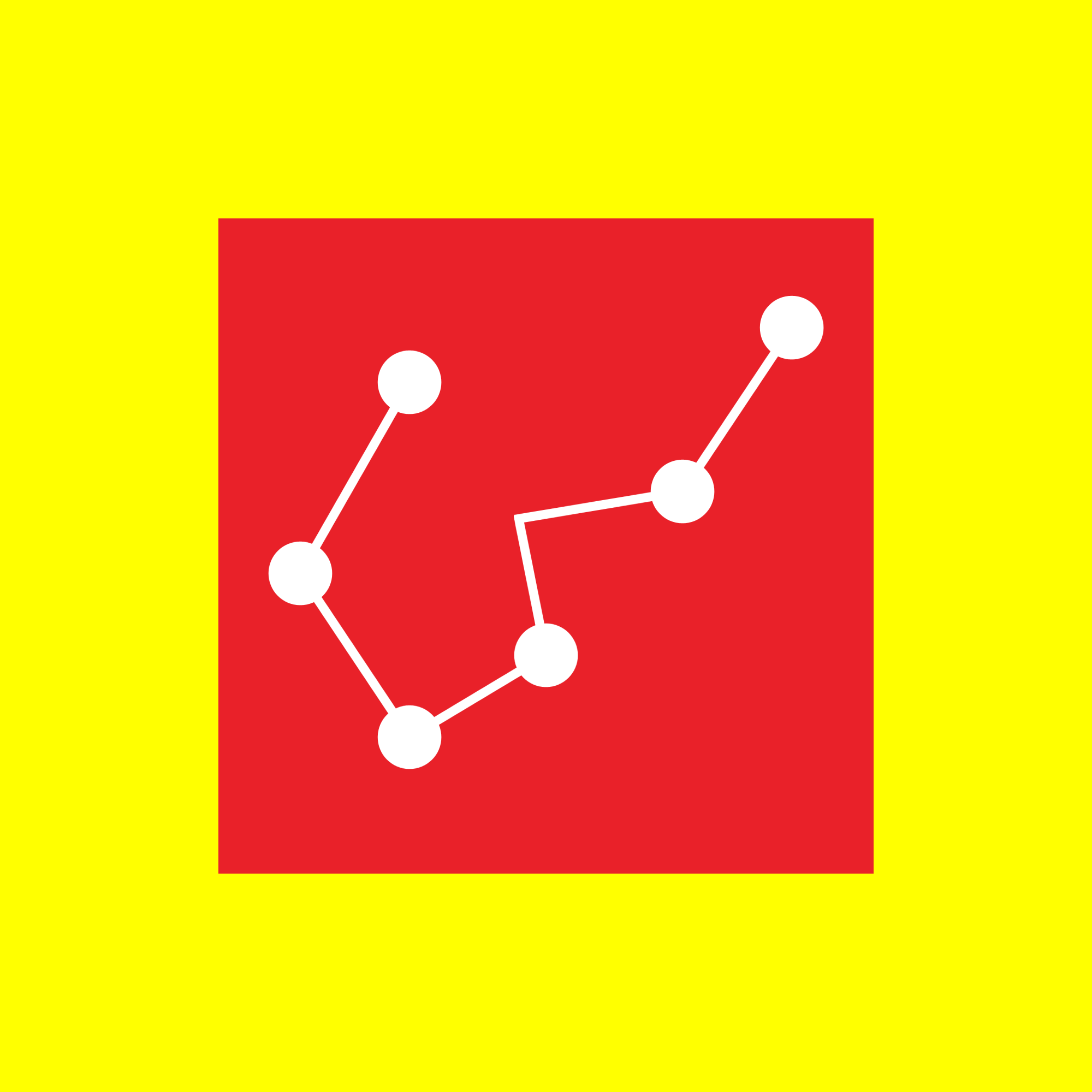
Quang Tri (Quảng Trị tỉnh, 廣治省)
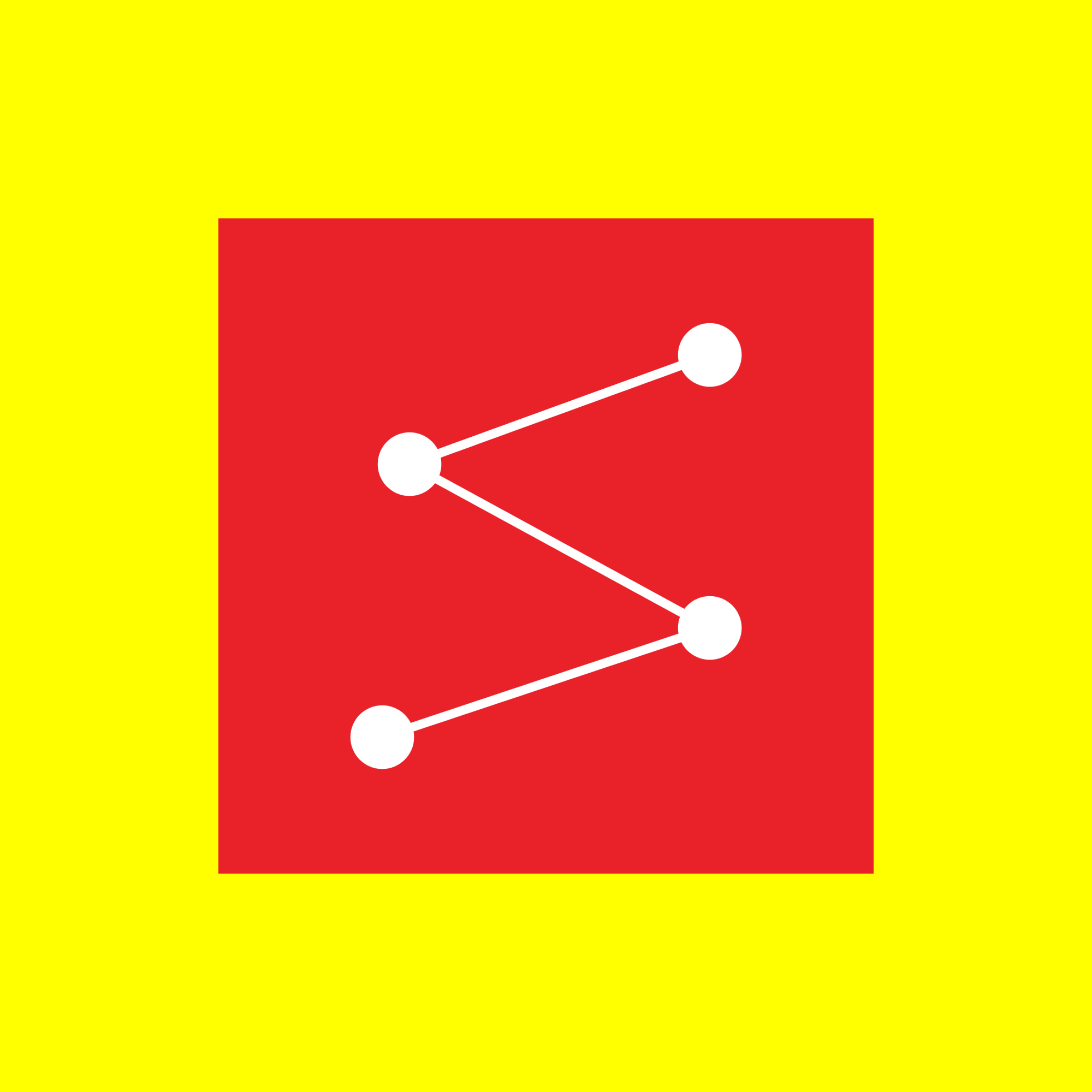
Quang Binh (Quảng Bình tỉnh, 廣平省)
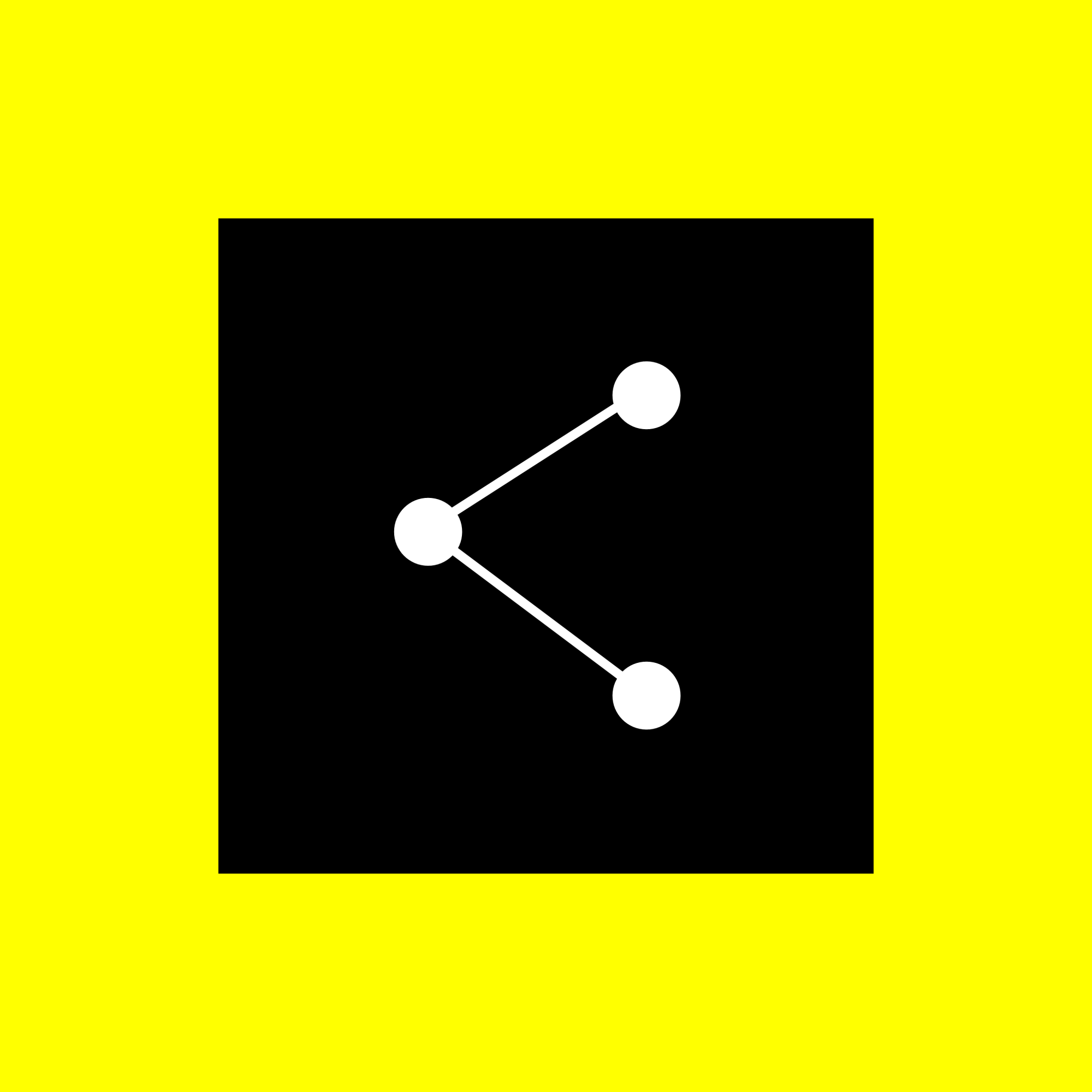
Quang Nam (Quảng Nam tỉnh, 廣南省)
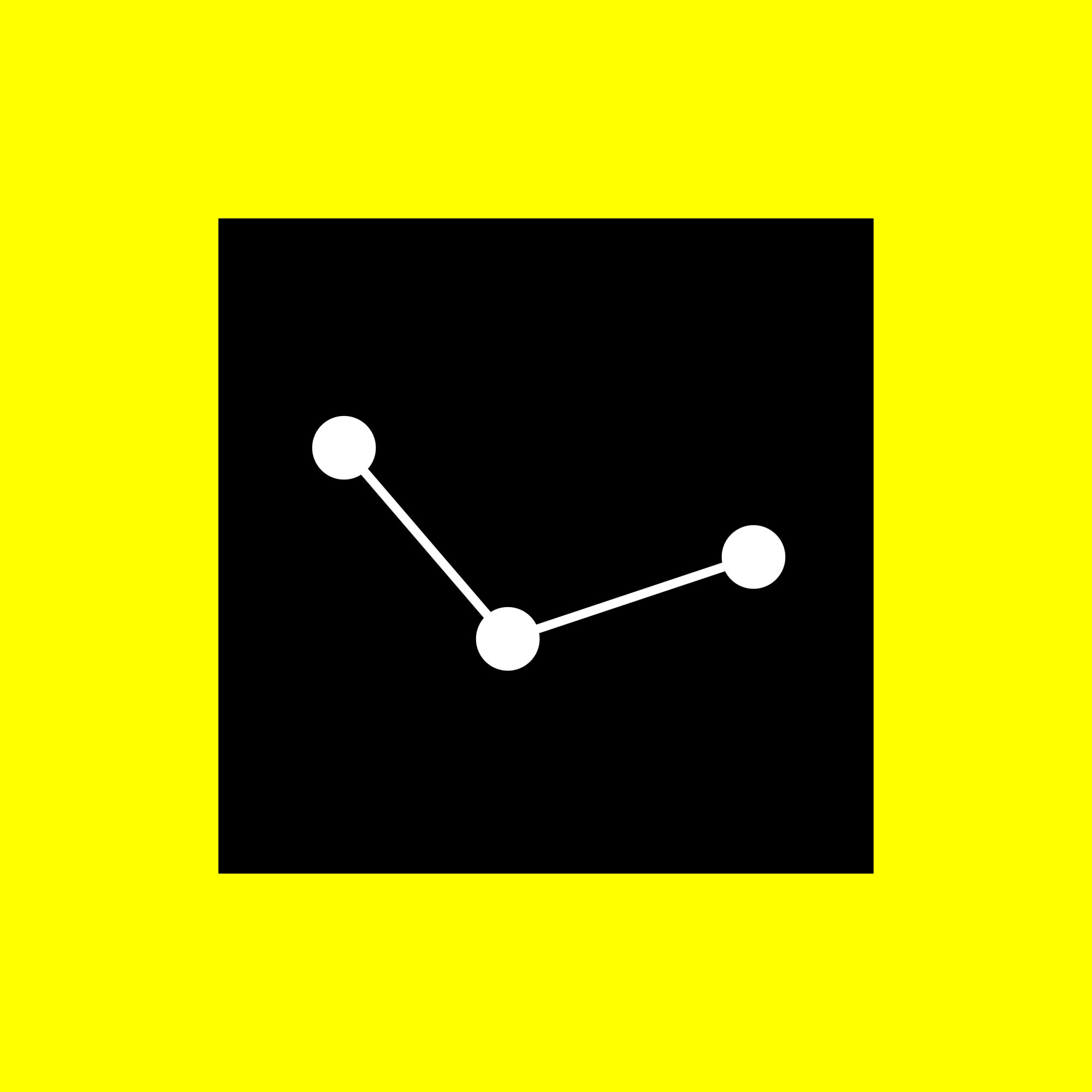
Quảng Ngãi (Quảng Ngãi tỉnh, 廣義省)

## Province della Regione del Nord

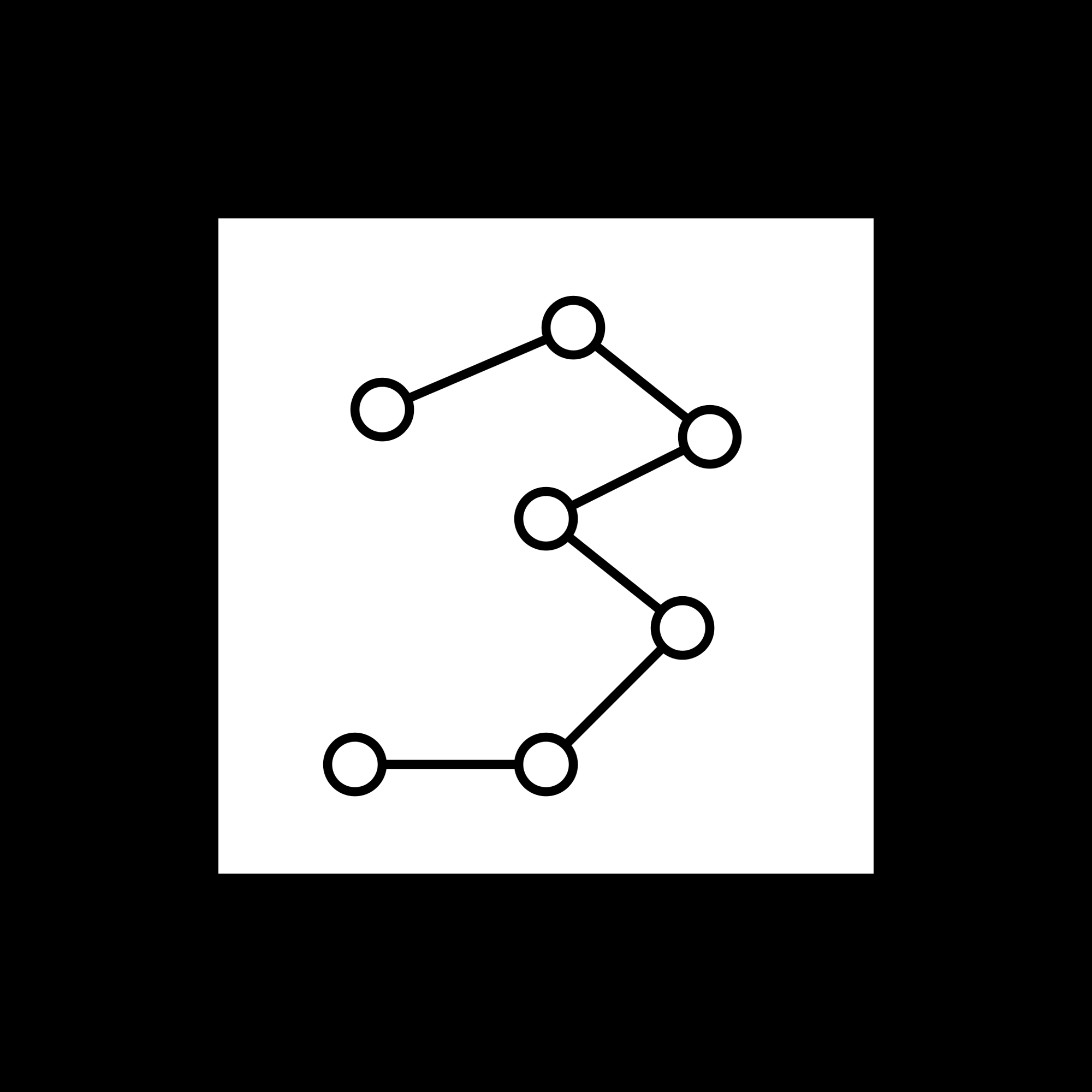
Ha Noi (Hà Nội tỉnh, 河內省)
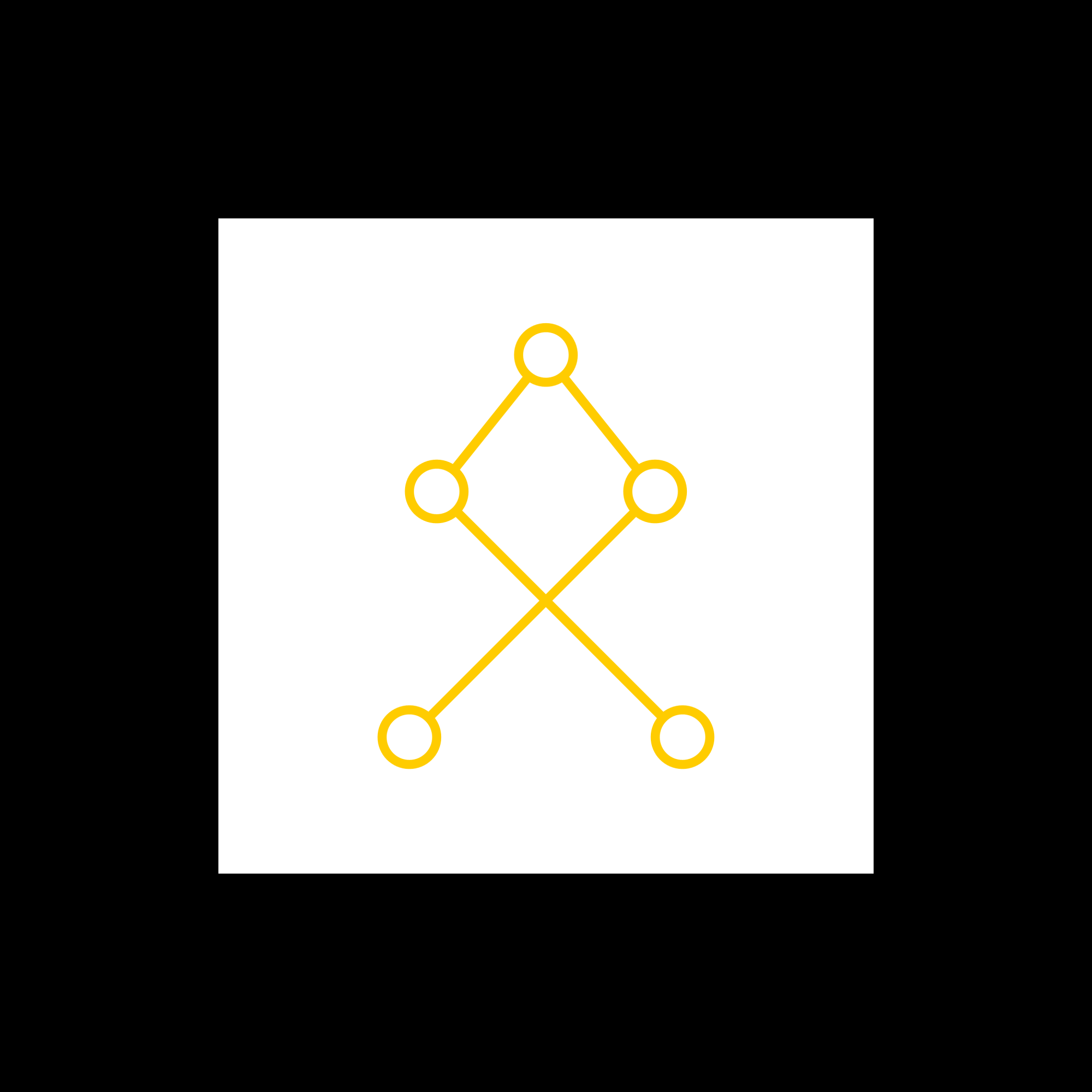
Lạng Sơn (Lạng Sơn tỉnh, 諒山省)
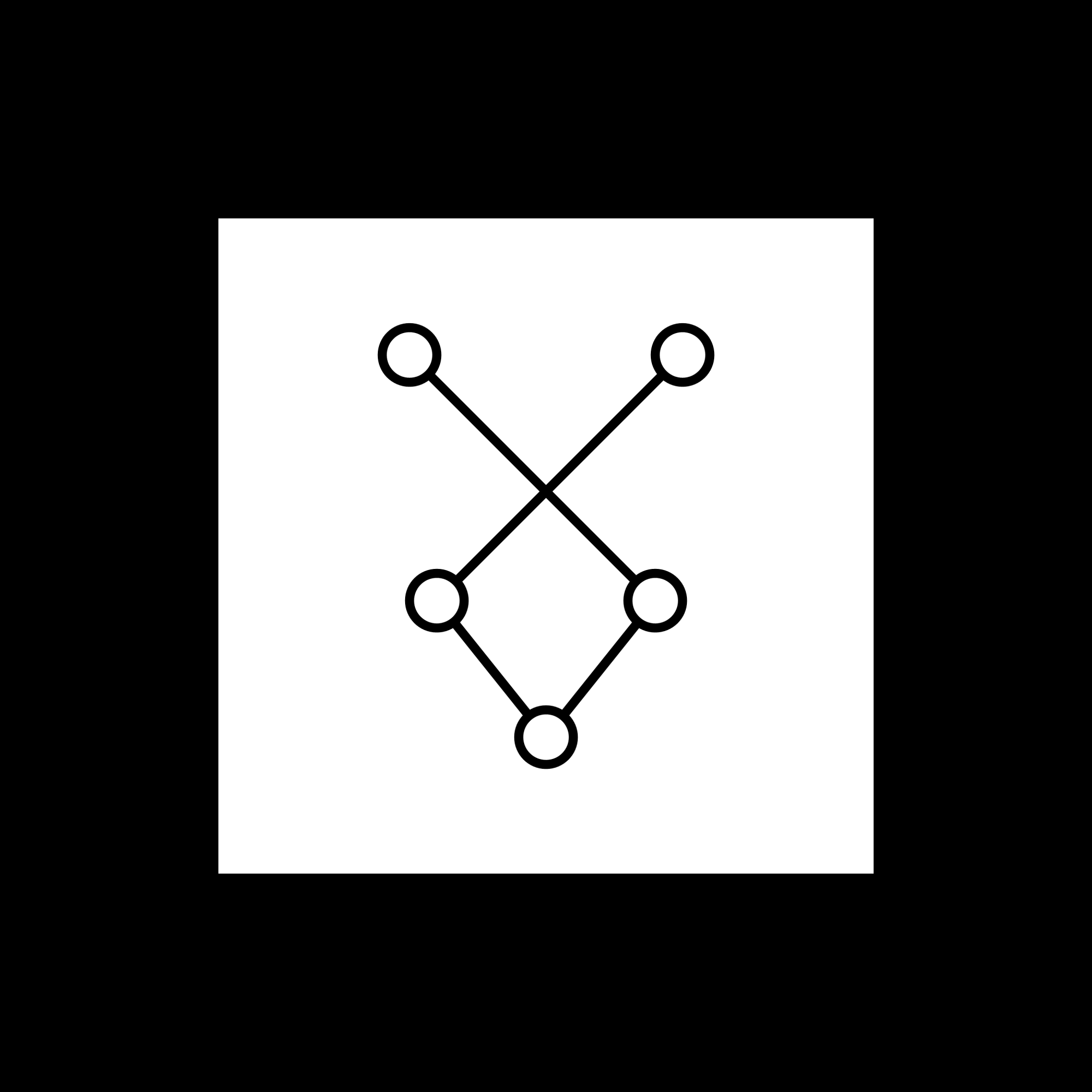
Bắc Ninh (Bắc Ninh tỉnh, 北寧省)
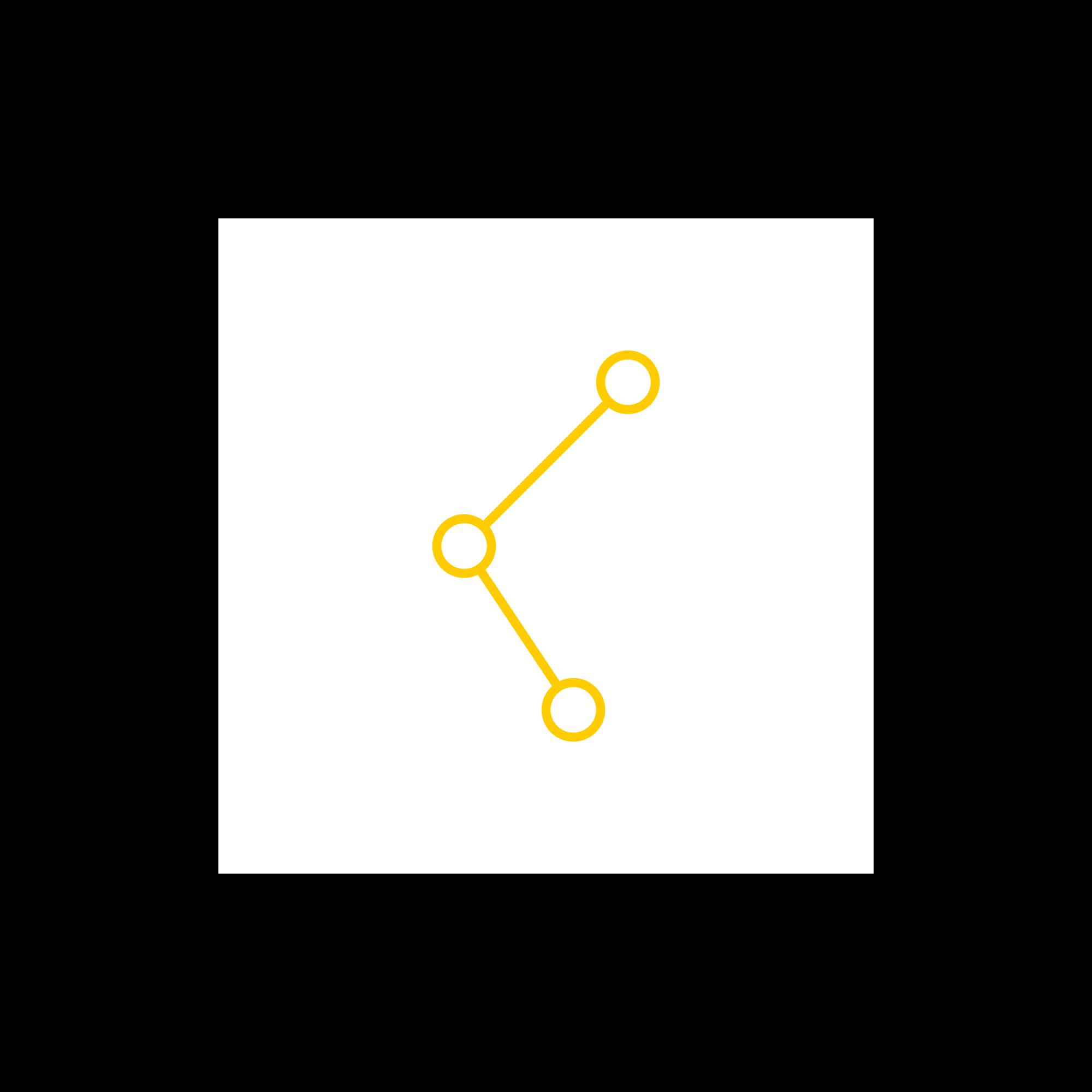
Son Tay (Sơn Tây tỉnh, 山西省)
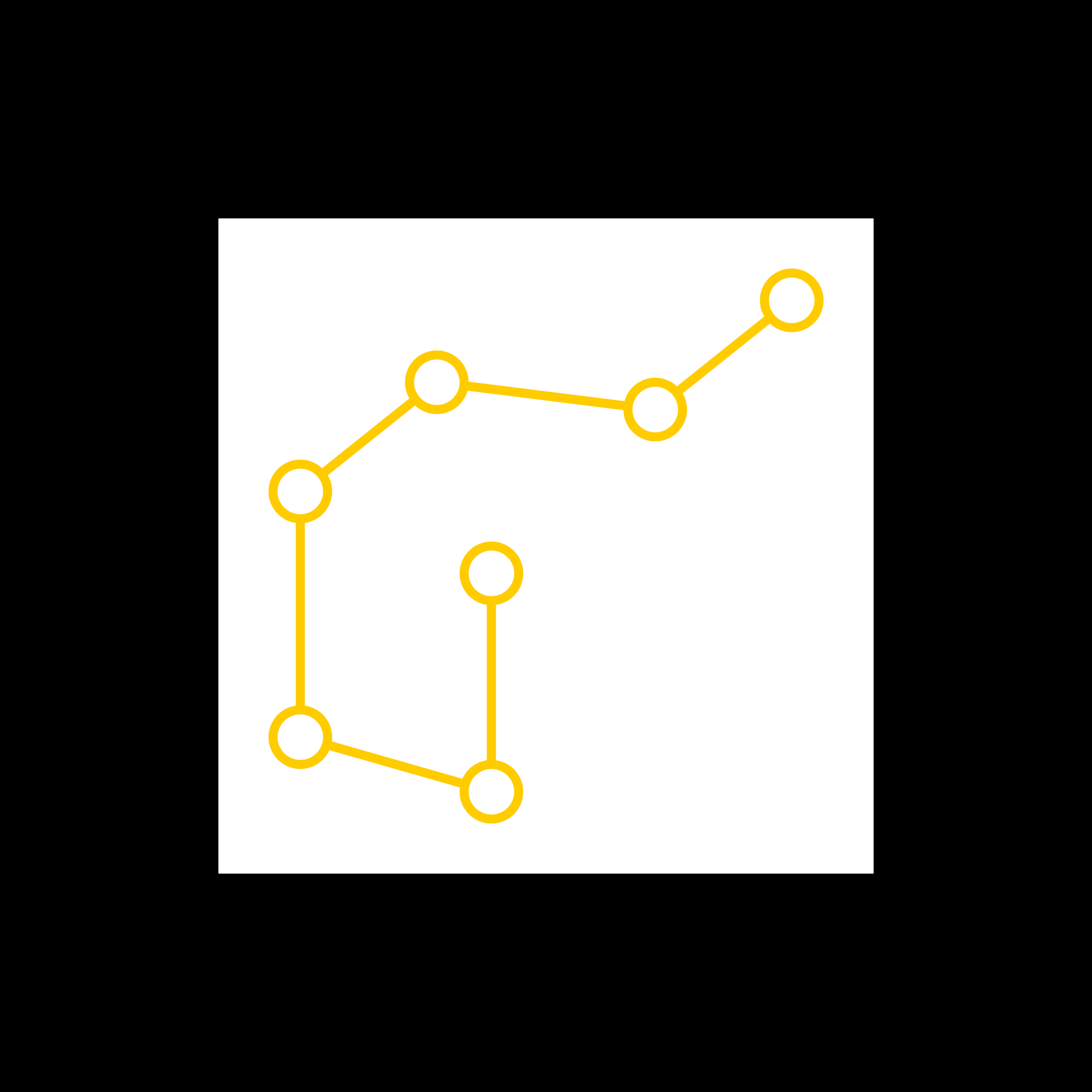
Hải Dương (Hải Dương tỉnh, 海陽省)
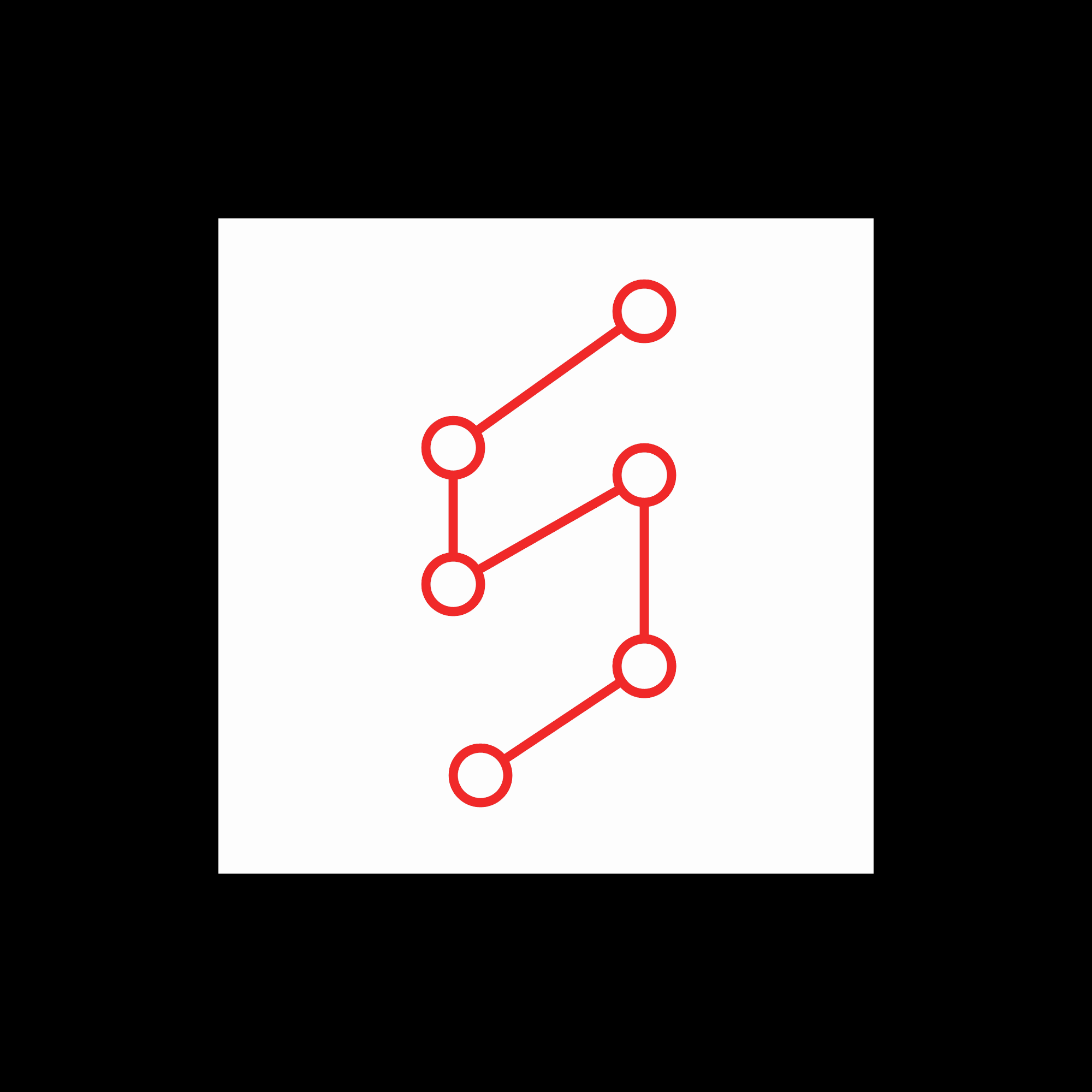
Nam Dinh (Nam Định tỉnh, 南定省)

## Province della Regione Centrale

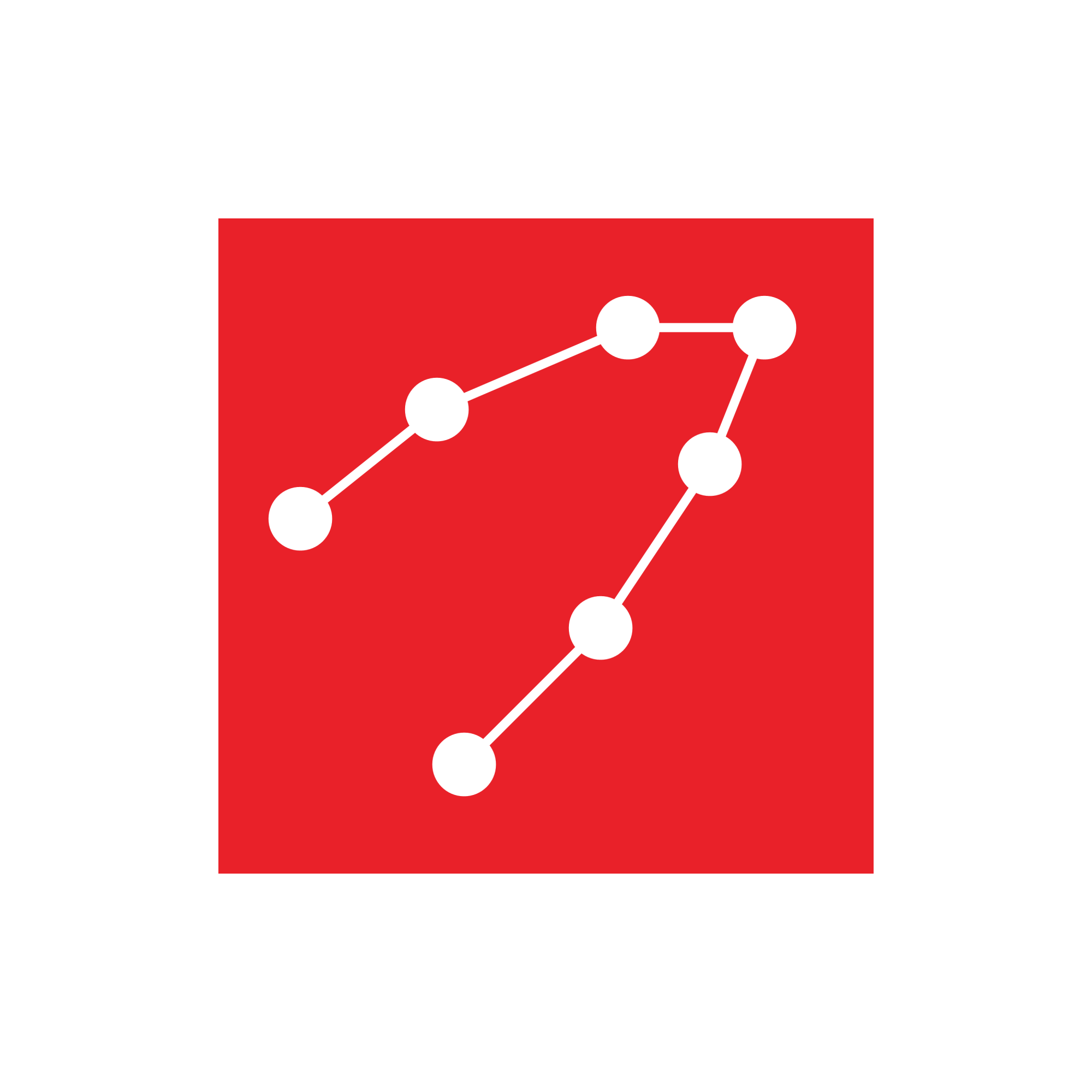
Thanh Hóa (Thanh Hóa tỉnh, 清化省)
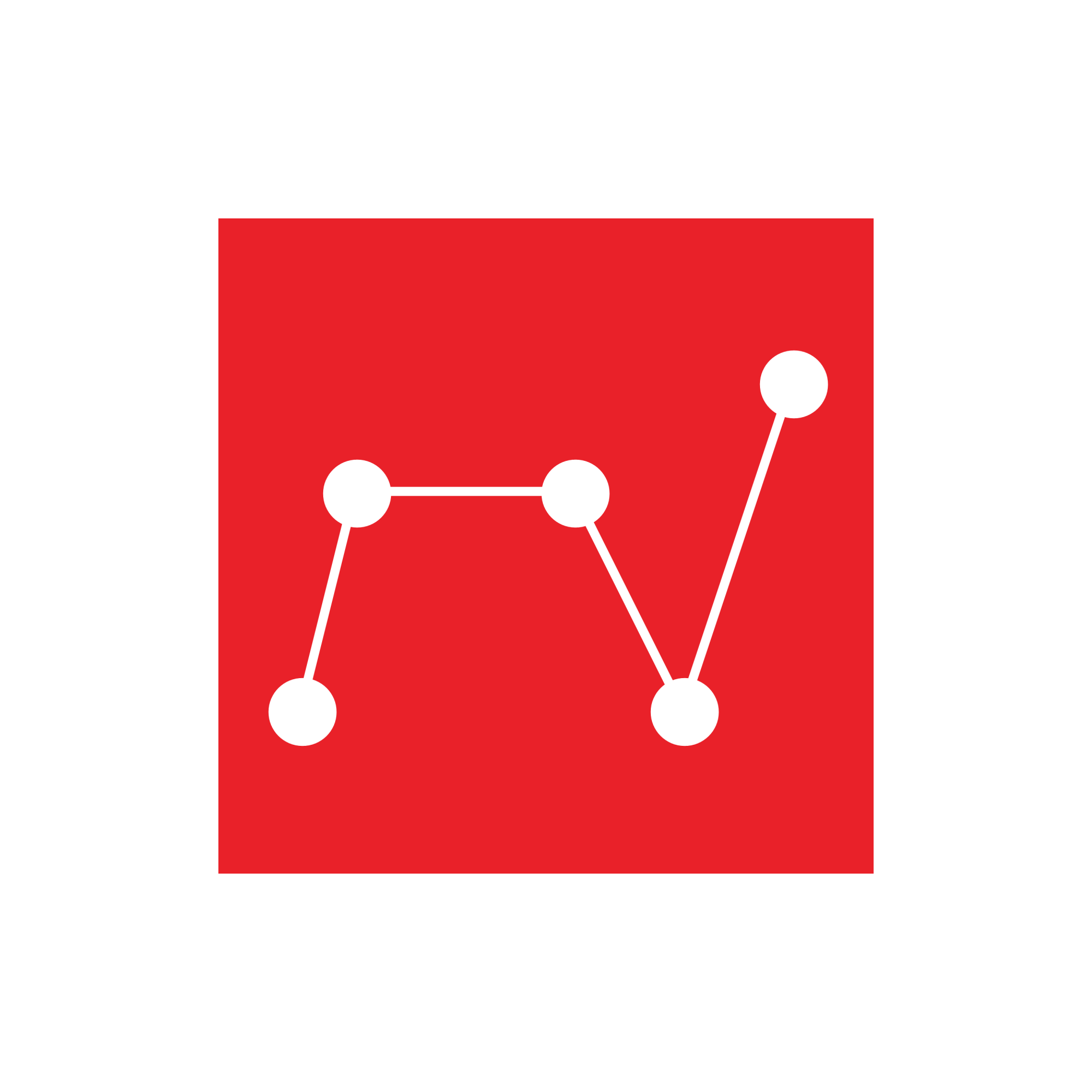
Nghe An (Nghệ An tỉnh, 乂安省)
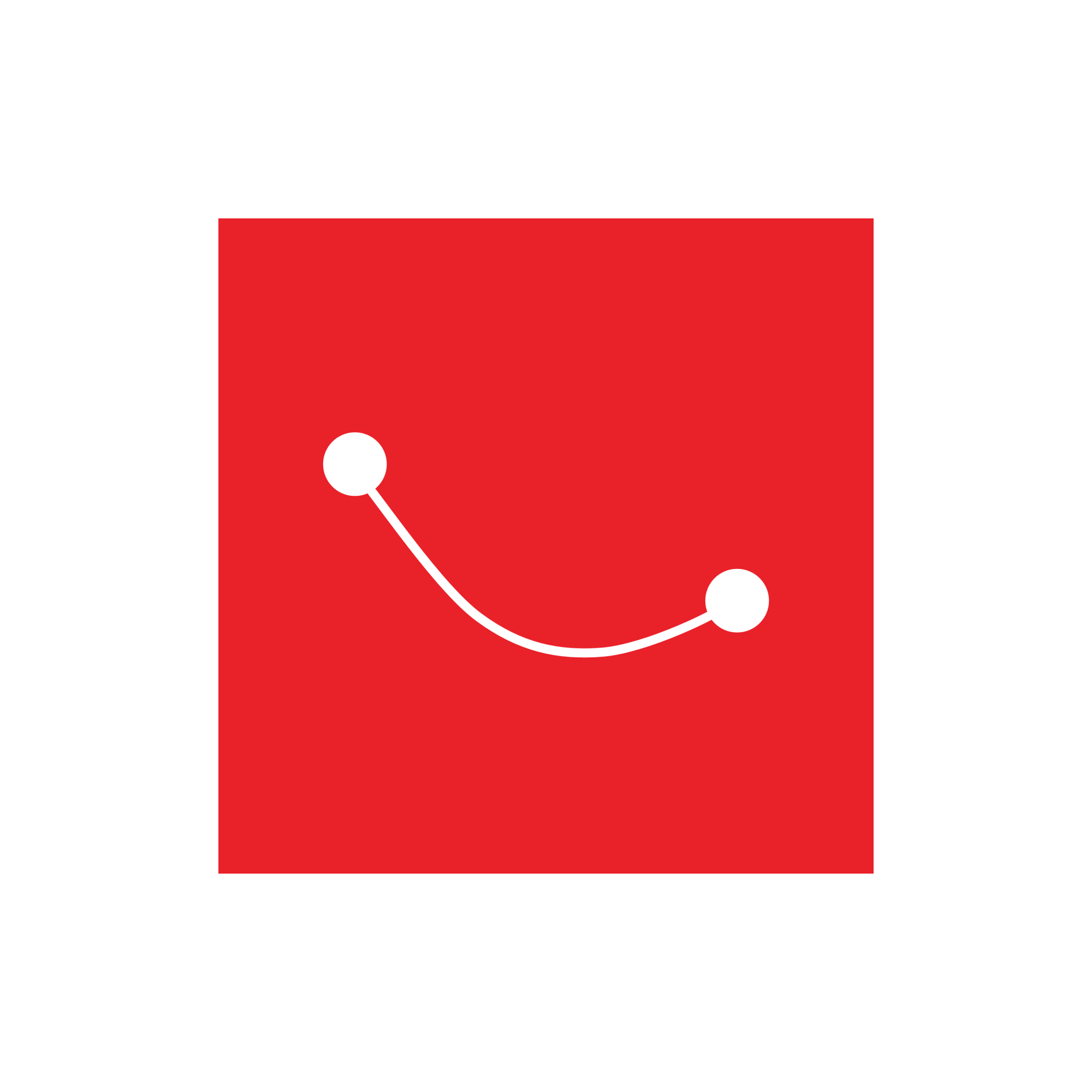
Ha Tinh (Hà Tĩnh tỉnh, 河靜省)

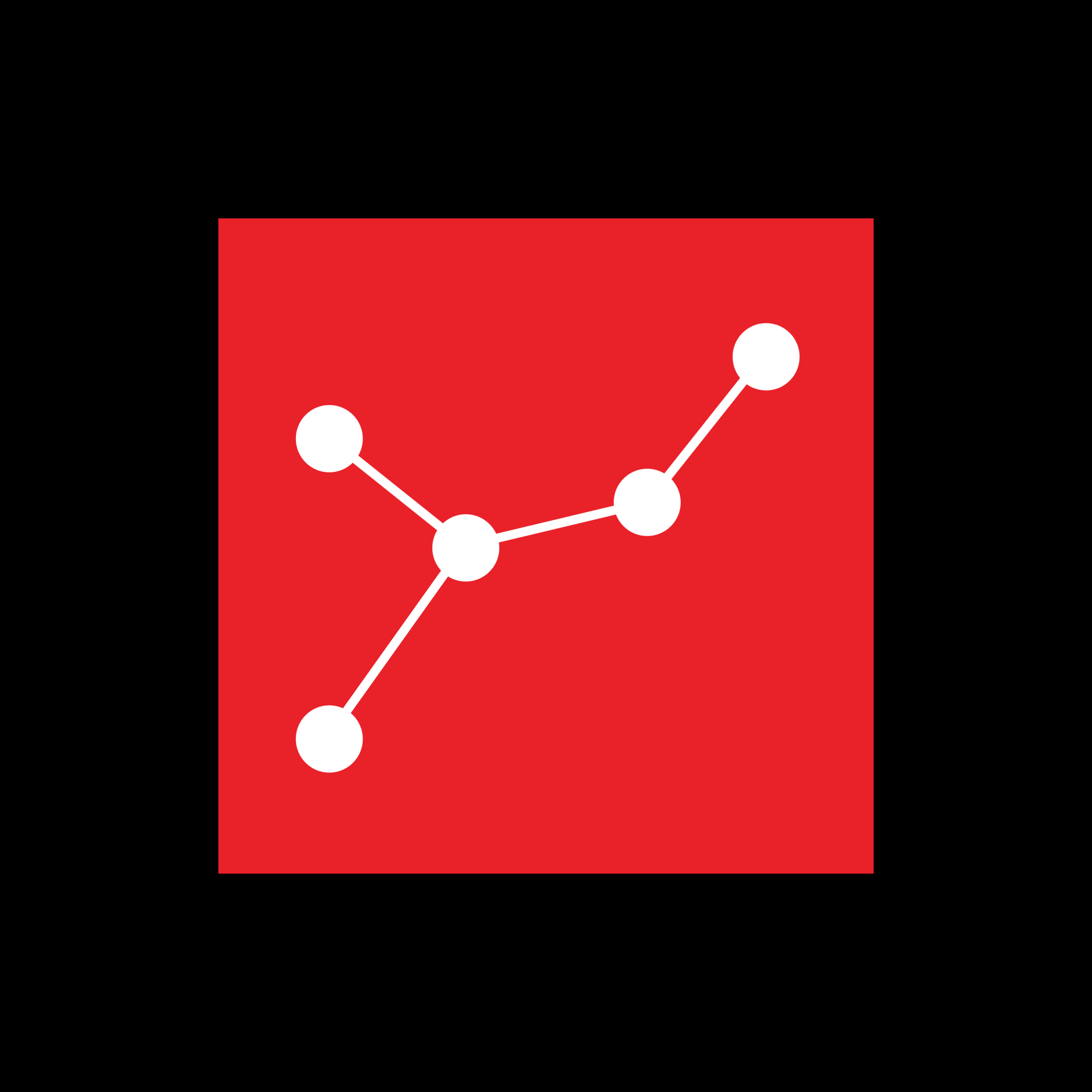
Binh Dinh (Bình Định tỉnh, 平定省)
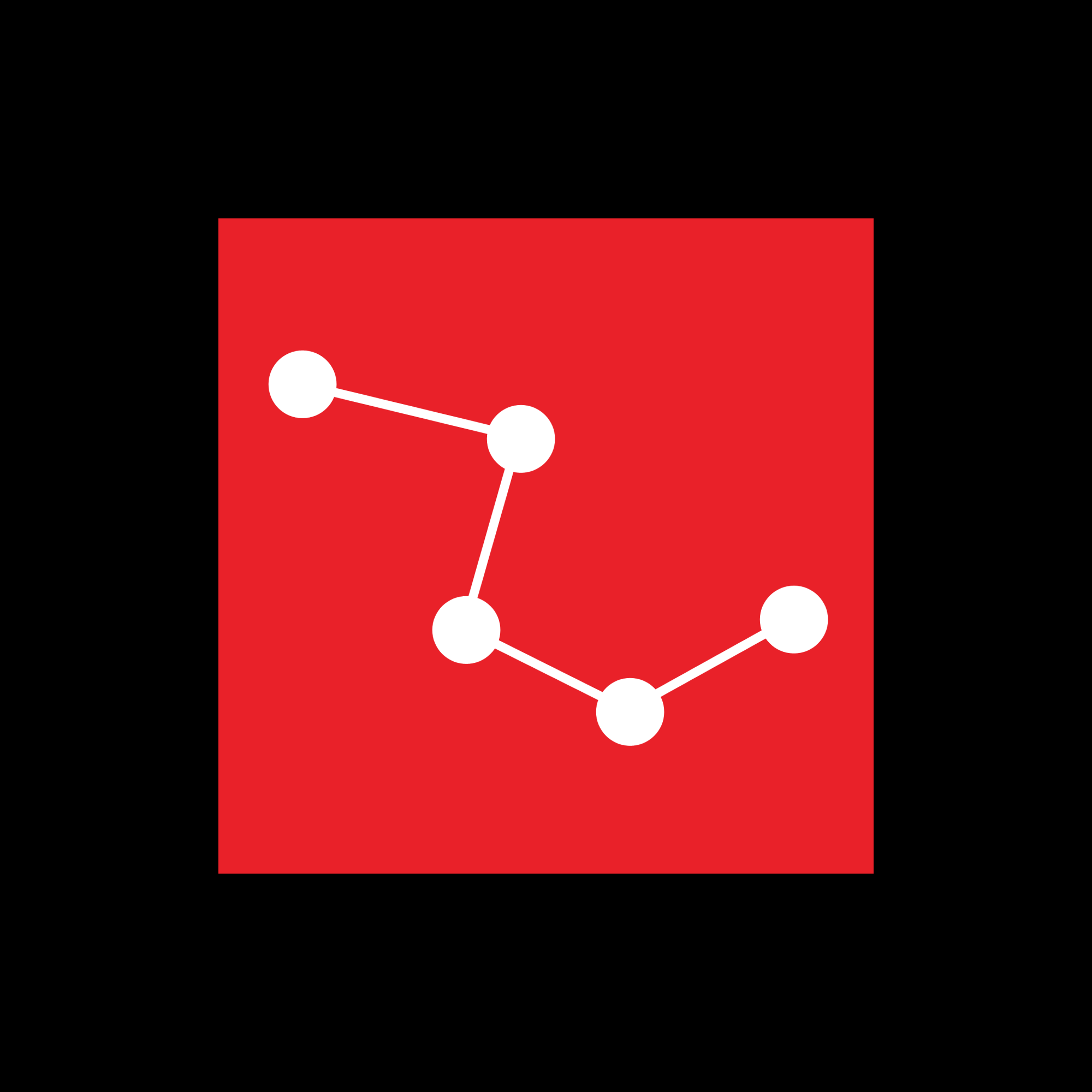
Phu Yen (Phú Yên tỉnh, 富安省)
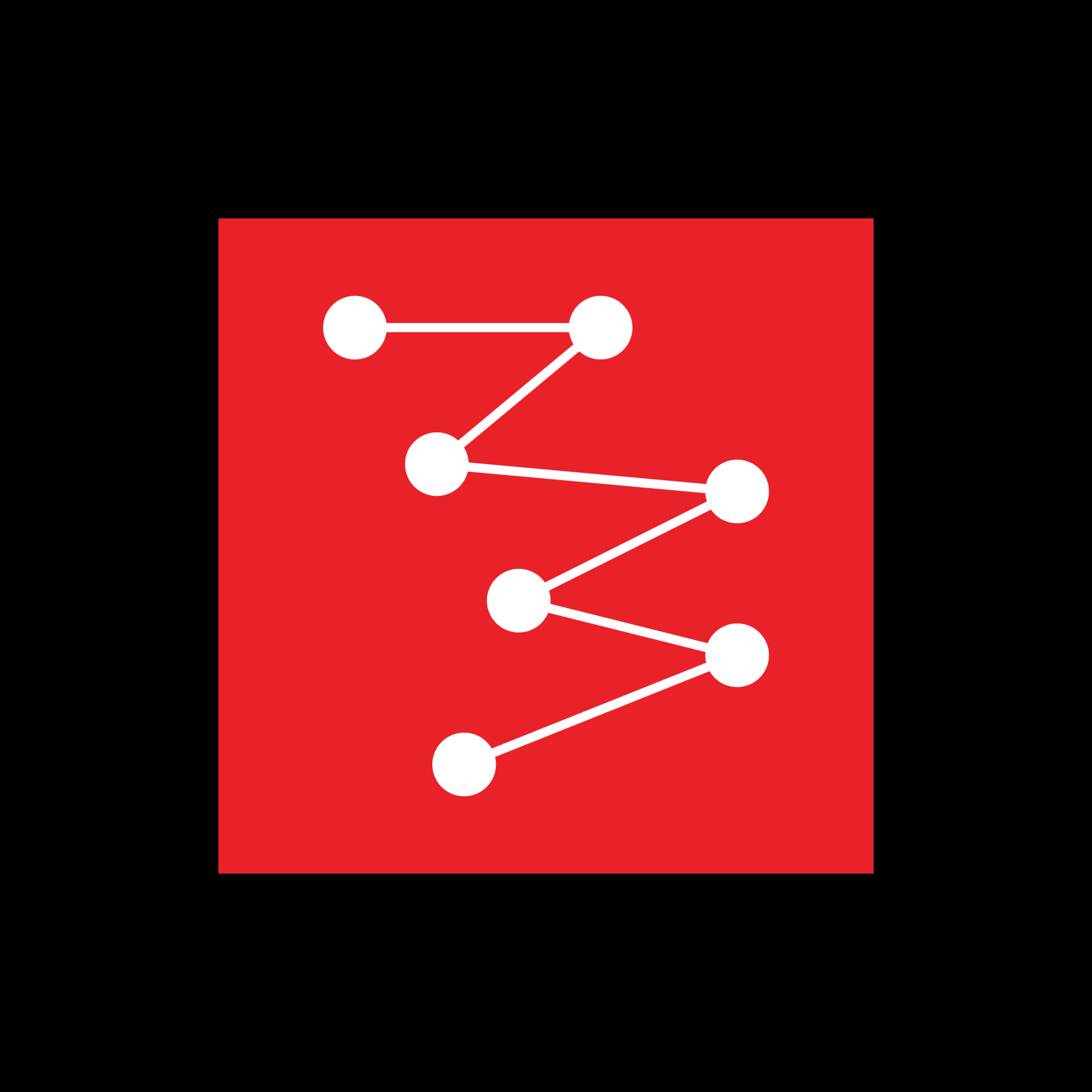
Khanh Hoa (Khánh Hòa tỉnh, 慶和省)
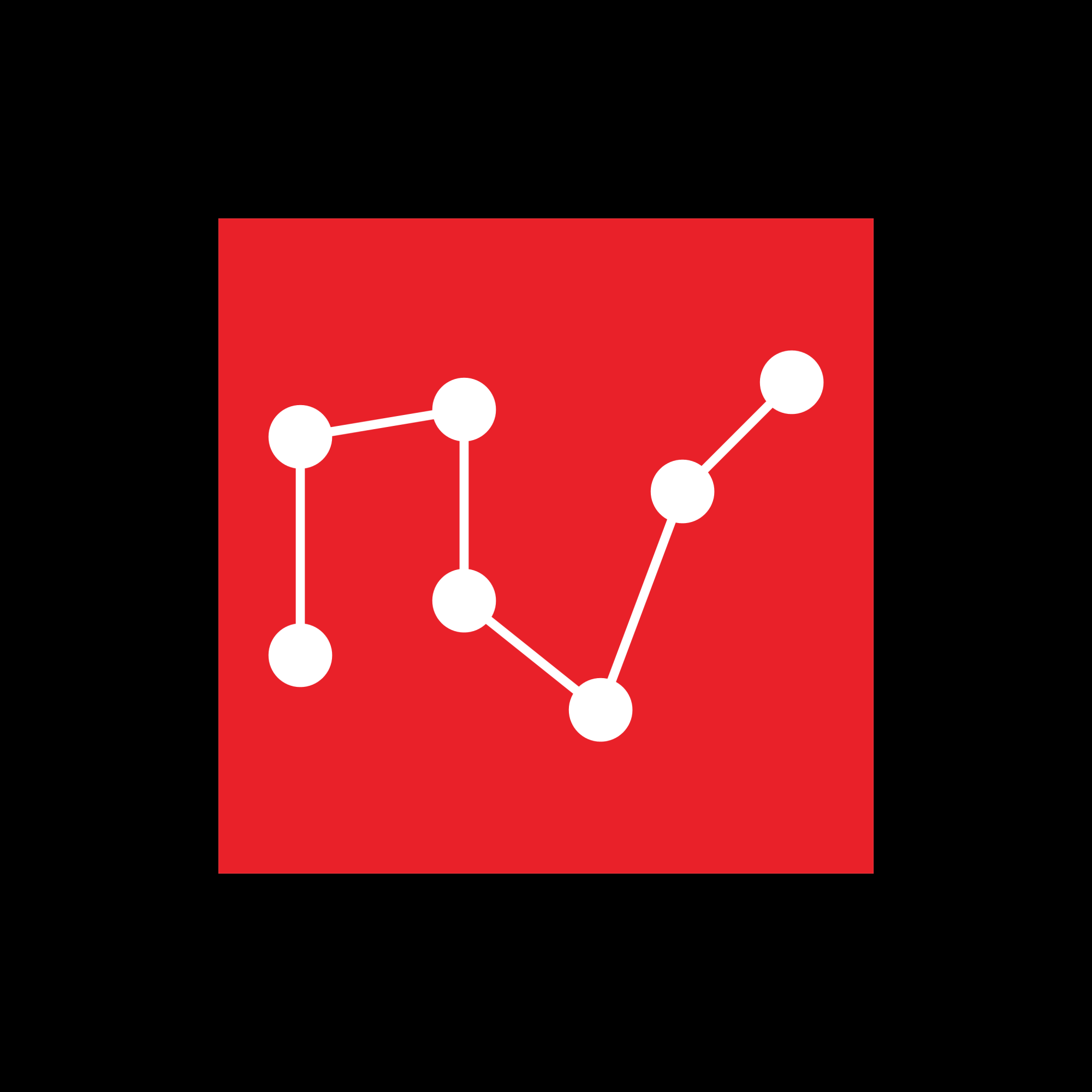
Binh Thuan (Bình Thuận tỉnh, 平順省)